# Grand Prix de Plouay féminin 2024
La 26e édition du Grand Prix de Plouay féminin, officiellement Classic Lorient Agglomération - Trophée Ceratizit, est une course cycliste qui a lieu le 24 août 2024 en Bretagne. Elle fait partie de l'UCI World Tour féminin. Elle a lieu la veille de l'épreuve masculine. Elle est remportée par la Néerlandaise Mischa Bredewold.

## Équipes
| UCI Women's WorldTeams (13)- AG Insurance-Soudal Team - Canyon-SRAM Racing - Ceratizit-WNT Pro Cycling - FDJ-Suez - Fenix-Deceuninck - Human Powered Health - Lidl-Trek - Liv AlUla Jayco - Movistar Team - Team DSM-Firmenich PostNL - SD Worx-Protime - UAE Team ADQ - Uno-X Mobility Équipes féminines continentales (8)- Arkea-B&B Hotels women - Cofidis - Das-Hutchinson-Brother UK - EF-Oatly-Cannondale - Laboral Kutxa-Fundacion Euskadi - St Michel-Mavic-Auber93 - VolkerWessels - Winspace |
| |

## Parcours
Le parcours est sensiblement similaire à l'année précédente, avec une partie en ligne de 134,6 km puis deux tours du circuit de Plouay, long de 11,7 km pour atteindre une distance totale de 158 km et un dénivelé de 2 540 m. 
La nouveauté réside dans la suppression de la première partie (secteur Pont-Scorff, Quéven, Gestel, Guidel, Ploemeur, Lorient) au détriment d'une partie dans le secteur de Quistinic et Bubry autour du Blavet.
Le circuit final comporte de 3 côtes : la bosse de Rostervel - 1,5 km à 4,5% ; la bosse du Lezot - 900 m à 5,3% et la bosse de Kerscoulic - 225 m à 8,9%.

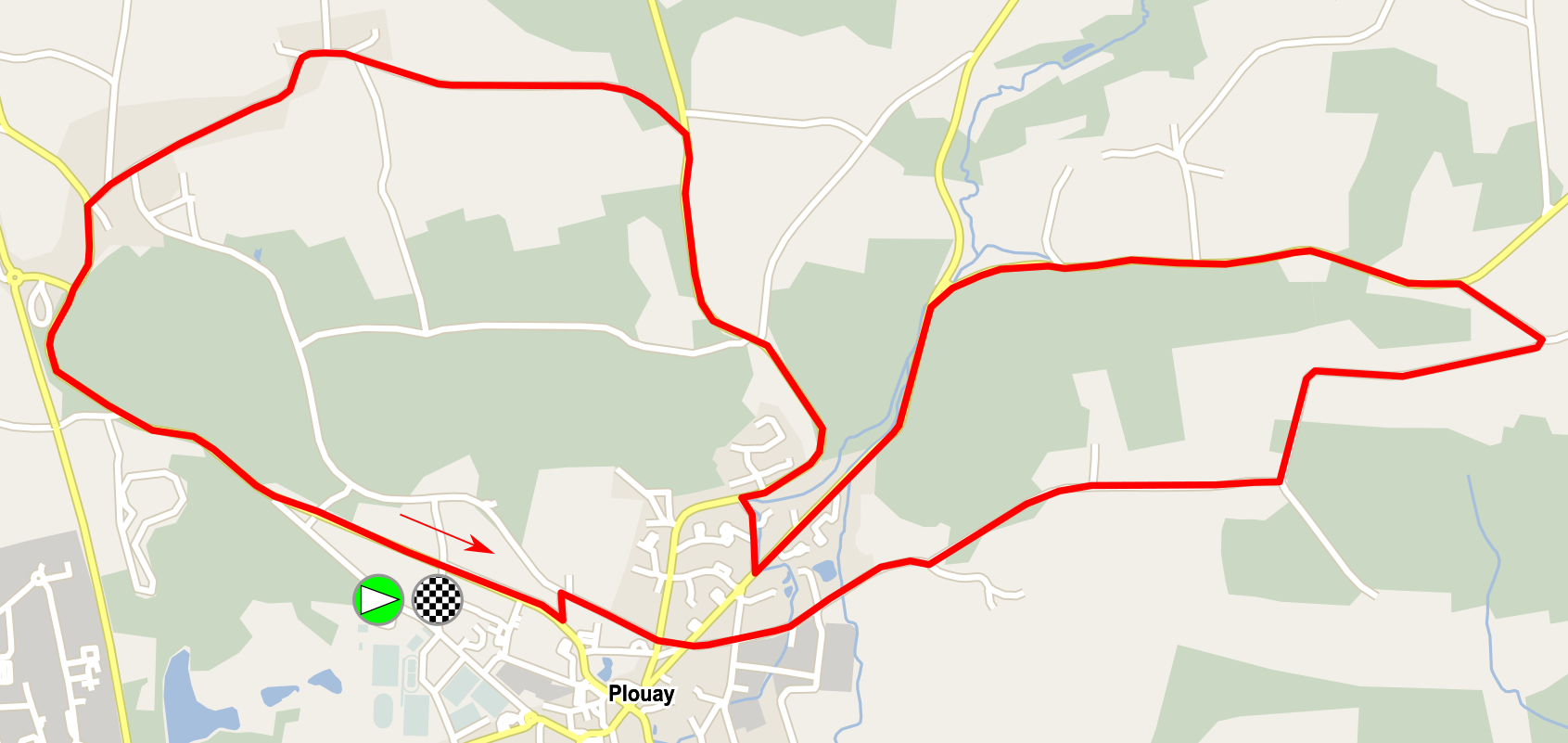

- - Circuit final, 11,7 km, parcouru 2 fois

## Récit de la course
Au bout de soixante kilomètres, Linda Zanetti est la première échappée. À soixante-quinze kilomètres de la fin, Maaike Coljé et Henrietta Christie partent en chasse. Elles effectuent la jonction sept kilomètres plus loin. Leur avance est alors de deux minutes. Un groupe de poursuite de quinze coureuses se forme, mais est rapidement repris. L'échappée est reprise à cinquante kilomètres de la ligne. Elisa Longo Borghini passe à l'offensive. Elle est suivie par Chloe Dygert, Mischa Bredewold, Shirin van Anrooij, Amber Kraak, Liane Lippert et Franziska Koch. L'entente est mauvaise et le peloton les reprend. Kraak contre à quarante-quatre kilomètres de la fin. Elle obtient deux minutes d'avance. Avant d'entrée sur le circuit final, Audrey Cordon-Ragot part en poursuite, sans succès. Kraak entame le dernier tour avec un avantage de cinquante secondes. La Movistar aide à la poursuite et Kraak est reprise dans la côte de Lezot. Liane Lippert y attaque. Dygert et Bredewold unissent leur force et reviennent sur l'Allemande à trois kilomètres de la ligne. Dygert accélère au deux kilomètres, Bredewold laisse à Lippert la chasse. Au sprint, Bredewold comble le trou sur l'Américaine et s'impose. Derrière, une chute massive a lieu et Elisa Balsamo prend la quatrième place.

## Classements

### Classement final
| \| Classement général \| Classement général \| Classement général \| Classement général \| Classement général \| \| Coureuse \| Coureuse \| Pays \| Équipe \| Temps \| \| ------------------ \| ------------------- \| ------------------ \| ------------------------------- \| ------------------ \| \| 1re \| Mischa Bredewold \| Pays-Bas \| SD Worx-Protime \| 4 h 15 min 46 s \| \| 2e \| Chloé Dygert \| États-Unis \| Canyon-SRAM Racing \| + 0 s \| \| 3e \| Liane Lippert \| Allemagne \| Movistar Team \| + 4 s \| \| 4e \| Elisa Balsamo \| Italie \| Lidl-Trek \| + 9 s \| \| 5e \| Karlijn Swinkels \| Pays-Bas \| UAE Team ADQ \| + 9 s \| \| 6e \| Eleonora Gasparrini \| Italie \| UAE Team ADQ \| + 9 s \| \| 7e \| Yurani Blanco \| Espagne \| Laboral Kutxa-Fundación Euskadi \| + 9 s \| \| 8e \| Letizia Borghesi \| Italie \| EF-Oatly-Cannondale \| + 9 s \| \| 9e \| Cédrine Kerbaol \| France \| Ceratizit-WNT Pro Cycling \| + 9 s \| \| 10e \| Nadia Quagliotto \| Italie \| Laboral Kutxa-Fundación Euskadi \| + 9 s \| |                     |            |                                 |                 |
| |                     |            |                                 |                 |
| Source : ProCyclingStats |                     |            |                                 |                 |
| Classement général |                     |            |                                 |                 |
| Coureuse | Coureuse            | Pays       | Équipe                          | Temps           |
| 1re | Mischa Bredewold    | Pays-Bas   | SD Worx-Protime                 | 4 h 15 min 46 s |
| 2e | Chloé Dygert        | États-Unis | Canyon-SRAM Racing              | + 0 s           |
| 3e | Liane Lippert       | Allemagne  | Movistar Team                   | + 4 s           |
| 4e | Elisa Balsamo       | Italie     | Lidl-Trek                       | + 9 s           |
| 5e | Karlijn Swinkels    | Pays-Bas   | UAE Team ADQ                    | + 9 s           |
| 6e | Eleonora Gasparrini | Italie     | UAE Team ADQ                    | + 9 s           |
| 7e | Yurani Blanco       | Espagne    | Laboral Kutxa-Fundación Euskadi | + 9 s           |
| 8e | Letizia Borghesi    | Italie     | EF-Oatly-Cannondale             | + 9 s           |
| 9e | Cédrine Kerbaol     | France     | Ceratizit-WNT Pro Cycling       | + 9 s           |
| 10e | Nadia Quagliotto    | Italie     | Laboral Kutxa-Fundación Euskadi | + 9 s           |

### UCI World Tour

#### Points attribués
| Position           | 1er | 2e  | 3e  | 4e  | 5e  | 6e  | 7e  | 8e  | 9e | 10e | 11e | 12e | 13e | 14e | 15e | 16e à 20e | 21e à 30e | 31e à 40e |
| Classement général | 400 | 320 | 260 | 220 | 180 | 140 | 120 | 100 | 80 | 68  | 56  | 48  | 40  | 32  | 28  | 24        | 16        | 8         |

| Classement par points | Classement par points | Classement par points | Classement par points | Classement par points |
| Coureuse              | Coureuse              | Pays                  | Équipe                | Points                |
| --------------------- | --------------------- | --------------------- | --------------------- | --------------------- |

| Classement par points | Classement par points | Classement par points | Classement par points | Classement par points |
| Coureuse              | Coureuse              | Pays                  | Équipe                | Points                |
| --------------------- | --------------------- | --------------------- | --------------------- | --------------------- |

| Classement du meilleur jeune | Classement du meilleur jeune | Classement du meilleur jeune | Classement du meilleur jeune | Classement du meilleur jeune |
| Coureuse                     | Coureuse                     | Pays                         | Équipe                       | Points                       |
| ---------------------------- | ---------------------------- | ---------------------------- | ---------------------------- | ---------------------------- |

| Classement du meilleur jeune | Classement du meilleur jeune | Classement du meilleur jeune | Classement du meilleur jeune | Classement du meilleur jeune |
| Coureuse                     | Coureuse                     | Pays                         | Équipe                       | Points                       |
| ---------------------------- | ---------------------------- | ---------------------------- | ---------------------------- | ---------------------------- |

| Classement par équipes aux points | Classement par équipes aux points | Classement par équipes aux points | Classement par équipes aux points |
| Équipe                            | Équipe                            | Pays                              | Points                            |
| --------------------------------- | --------------------------------- | --------------------------------- | --------------------------------- |

| Classement par équipes aux points | Classement par équipes aux points | Classement par équipes aux points | Classement par équipes aux points |
| Équipe                            | Équipe                            | Pays                              | Points                            |
| --------------------------------- | --------------------------------- | --------------------------------- | --------------------------------- |

## Liste des participantes
| Légende | Légende                                                                    | Légende | Légende                                                    |
| ------- | -------------------------------------------------------------------------- | ------- | ---------------------------------------------------------- |
| Num     | Dossard de départ porté par le coureur sur ce Grand Prix de Plouay         | Pos     | Position à l'arrivée de la course                          |
|         | Indique un maillot de champion national ou mondial, suivi de sa spécialité | NP      | Indique un coureur qui n'a pas pris le départ de la course |
| AB      | Indique un coureur qui n'a pas terminé la course                           | HD      | Indique un coureur qui a terminé la course hors des délais |

| SD Worx-Protime SDW | SD Worx-Protime SDW            | SD Worx-Protime SDW |
| ------------------- | ------------------------------ | ------------------- |
| Num                 | Coureuse                       | Pos                 |
| 1                   | Mischa Bredewold (NED) (route) | 1re                 |
| 2                   | Femke Gerritse (NED)           | 28e                 |
| 4                   | Elena Cecchini (ITA)           | 65e                 |
| 5                   | Femke Markus (NED)             | 59e                 |
| 6                   | Lonneke Uneken (NED)           | 87e                 |

| Ceratizit-WNT Pro Cycling WNT | Ceratizit-WNT Pro Cycling WNT | Ceratizit-WNT Pro Cycling WNT |
| ----------------------------- | ----------------------------- | ----------------------------- |
| Num                           | Coureuse                      | Pos                           |
| 11                            | Cédrine Kerbaol (FRA)         | 9e                            |
| 12                            | Marta Jaskulska (POL)         | 43e                           |
| 13                            | Nina Berton (LUX)             | 38e                           |
| 14                            | Laura Asencio (FRA)           | AB                            |
| 15                            | Franziska Brauße (GER)        | AB                            |
| 16                            | Lea Lin Teutenberg (GER)      | 48e                           |

| UAE Team ADQ UAD | UAE Team ADQ UAD                  | UAE Team ADQ UAD |
| ---------------- | --------------------------------- | ---------------- |
| Num              | Coureuse                          | Pos              |
| 21               | Karlijn Swinkels (NED)            | 5e               |
| 22               | Dominika Włodarczyk (POL) (route) | 13e              |
| 23               | Sofia Bertizzolo (ITA)            | AB               |
| 24               | Eleonora Gasparrini (ITA)         | 6e               |
| 25               | Eugenia Bujak (SLO)               | 18e              |
| 26               | Elizabeth Holden (GBR)            | 25e              |

| Liv AlUla Jayco LAJ | Liv AlUla Jayco LAJ               | Liv AlUla Jayco LAJ |
| ------------------- | --------------------------------- | ------------------- |
| Num                 | Coureuse                          | Pos                 |
| 31                  | Ruby Roseman-Gannon (AUS) (route) | 40e                 |
| 32                  | Ingvild Gåskjenn (NOR)            | 58e                 |
| 33                  | Urška Žigart (SLO) (route)        | 29e                 |
| 34                  | Silke Smulders (NED)              | 16e                 |
| 36                  | Quinty Ton (NED)                  | 35e                 |

| Team dsm-firmenich PostNL DFP | Team dsm-firmenich PostNL DFP | Team dsm-firmenich PostNL DFP |
| ----------------------------- | ----------------------------- | ----------------------------- |
| Num                           | Coureuse                      | Pos                           |
| 41                            | Charlotte Kool (NED)          | 15e                           |
| 44                            | Franziska Koch (GER) (route)  | 33e                           |
| 45                            | Megan Jastrab (USA)           | 32e                           |
| 46                            | Maeve Plouffe (AUS)           | AB                            |

| Fenix-Deceuninck FED | Fenix-Deceuninck FED   | Fenix-Deceuninck FED |
| -------------------- | ---------------------- | -------------------- |
| Num                  | Coureuse               | Pos                  |
| 51                   | Carina Schrempf (AUT)  | 12e                  |
| 52                   | Julie De Wilde (BEL)   | 57e                  |
| 53                   | Aniek van Alphen (NED) | 56e                  |
| 54                   | Sophie Wright (GBR)    | 54e                  |
| 55                   | Annemarie Worst (NED)  | 26e                  |

| Canyon-SRAM Racing CSR | Canyon-SRAM Racing CSR         | Canyon-SRAM Racing CSR |
| ---------------------- | ------------------------------ | ---------------------- |
| Num                    | Coureuse                       | Pos                    |
| 61                     | Soraya Paladin (ITA)           | 14e                    |
| 62                     | Chloé Dygert (USA)             | 2e                     |
| 63                     | Agnieszka Skalniak-Sójka (POL) | 36e                    |
| 64                     | Alice Towers (GBR)             | 24e                    |
| 66                     | Alex Morrice (GBR)             | AB                     |

| AG Insurance-Soudal Team AGS | AG Insurance-Soudal Team AGS | AG Insurance-Soudal Team AGS |
| ---------------------------- | ---------------------------- | ---------------------------- |
| Num                          | Coureuse                     | Pos                          |
| 71                           | Sarah Gigante (AUS)          | 30e                          |
| 73                           | Maud Rijnbeek (NED)          | 46e                          |
| 74                           | Julie Van de Velde (BEL)     | 68e                          |
| 75                           | Maaike Boogaard (NED)        | 79e                          |
| 76                           | Julia Borgström (SWE)        | 89e                          |

| Human Powered Health HPH | Human Powered Health HPH  | Human Powered Health HPH |
| ------------------------ | ------------------------- | ------------------------ |
| Num                      | Coureuse                  | Pos                      |
| 81                       | Julia Biryukova (UKR)     | 85e                      |
| 82                       | Audrey Cordon-Ragot (FRA) | 50e                      |
| 83                       | Linda Zanetti (SUI)       | 61e                      |
| 84                       | Lily Williams (USA)       | 52e                      |
| 85                       | Henrietta Christie (NZL)  | 80e                      |
| 86                       | Katia Ragusa (ITA)        | 70e                      |

| Lidl-Trek LTK | Lidl-Trek LTK                      | Lidl-Trek LTK |
| ------------- | ---------------------------------- | ------------- |
| Num           | Coureuse                           | Pos           |
| 91            | Elisa Longo Borghini (ITA) (route) | 51e           |
| 92            | Elisa Balsamo (ITA)                | 4e            |
| 93            | Shirin van Anrooij (NED)           | 31e           |
| 94            | Lizzie Deignan (GBR)               | 83e           |
| 95            | Lauretta Hanson (AUS)              | 82e           |
| 96            | Elynor Bäckstedt (GBR)             | AB            |

| FDJ-Suez FST | FDJ-Suez FST          | FDJ-Suez FST |
| ------------ | --------------------- | ------------ |
| Num          | Coureuse              | Pos          |
| 101          | Amber Kraak (NED)     | 11e          |
| 102          | Jade Wiel (FRA)       | 34e          |
| 103          | Alessia Vigilia (ITA) | 45e          |
| 104          | Gladys Verhulst (FRA) | 66e          |
| 105          | Nina Buysman (NED)    | 62e          |
| 106          | Eugénie Duval (FRA)   | AB           |

| EF-Oatly-Cannondale EFC | EF-Oatly-Cannondale EFC  | EF-Oatly-Cannondale EFC |
| ----------------------- | ------------------------ | ----------------------- |
| Num                     | Coureuse                 | Pos                     |
| 112                     | Letizia Borghesi (ITA)   | 8e                      |
| 113                     | Nina Kessler (NED)       | 44e                     |
| 114                     | Clara Koppenburg (GER)   | 64e                     |
| 115                     | Megan Armitage (IRL)     | AB                      |
| 116                     | Elizabeth Stannard (AUS) | 81e                     |

| Cofidis COF | Cofidis COF            | Cofidis COF |
| ----------- | ---------------------- | ----------- |
| Num         | Coureuse               | Pos         |
| 121         | Victoire Berteau (FRA) | 73e         |
| 122         | Hannah Ludwig (GER)    | 67e         |
| 123         | Nikola Nosková (CZE)   | 39e         |
| 124         | Martina Alzini (ITA)   | 72e         |
| 125         | Flavie Boulais (FRA)   | 74e         |
| 126         | Séverine Eraud (FRA)   | AB          |

| Uno-X Mobility UXM | Uno-X Mobility UXM              | Uno-X Mobility UXM |
| ------------------ | ------------------------------- | ------------------ |
| Num                | Coureuse                        | Pos                |
| 131                | Maria Giulia Confalonieri (ITA) | 53e                |
| 132                | Anouska Koster (NED)            | 20e                |
| 133                | Marte Berg Edseth (NOR)         | 19e                |
| 134                | Rebecca Koerner (DEN) (route)   | AB                 |
| 136                | Susanne Andersen (NOR)          | AB                 |

| Movistar Team MOV | Movistar Team MOV          | Movistar Team MOV |
| ----------------- | -------------------------- | ----------------- |
| Num               | Coureuse                   | Pos               |
| 141               | Olivia Baril (CAN) (route) | 78e               |
| 142               | Liane Lippert (GER)        | 3e                |
| 143               | Paula Patiño (COL) (route) | 49e               |
| 144               | Claire Steels (GBR)        | 17e               |
| 145               | Jelena Erić (SRB) (route)  | 22e               |

| St Michel-Mavic-Auber 93 AUB | St Michel-Mavic-Auber 93 AUB | St Michel-Mavic-Auber 93 AUB |
| ---------------------------- | ---------------------------- | ---------------------------- |
| Num                          | Coureuse                     | Pos                          |
| 151                          | Victorie Guilman (FRA)       | AB                           |
| 152                          | Camille Fahy (FRA)           | 77e                          |
| 153                          | Célia Le Mouël (FRA)         | AB                           |
| 154                          | Elyne Roussel (FRA)          | 71e                          |

| Arkéa-B&B Hotels Women ARK | Arkéa-B&B Hotels Women ARK    | Arkéa-B&B Hotels Women ARK |
| -------------------------- | ----------------------------- | -------------------------- |
| Num                        | Coureuse                      | Pos                        |
| 161                        | Maëva Squiban (FRA)           | 27e                        |
| 162                        | Lotte Claes (BEL)             | 21e                        |
| 163                        | Marie-Morgane Le Deunff (FRA) | AB                         |
| 164                        | Maurène Trégouët (FRA)        | AB                         |
| 165                        | Maaike Coljé (NED)            | 63e                        |
| 166                        | Anaïs Morichon (FRA)          | AB                         |

| Laboral Kutxa-Fundación Euskadi LKF | Laboral Kutxa-Fundación Euskadi LKF | Laboral Kutxa-Fundación Euskadi LKF |
| ----------------------------------- | ----------------------------------- | ----------------------------------- |
| Num                                 | Coureuse                            | Pos                                 |
| 171                                 | Catalina Soto (CHI)                 | NP                                  |
| 172                                 | Yurani Blanco (ESP)                 | 7e                                  |
| 173                                 | Nadia Quagliotto (ITA)              | 10e                                 |
| 174                                 | Eri Yonamine (JPN) (route)          | 47e                                 |
| 175                                 | Alba Teruel (ESP)                   | AB                                  |
| 176                                 | Lourdes Oyarbide (ESP)              | 69e                                 |

| Winspace WIN | Winspace WIN             | Winspace WIN |
| ------------ | ------------------------ | ------------ |
| Num          | Coureuse                 | Pos          |
| 181          | Karolina Perekitko (POL) | 23e          |
| 182          | Aurela Nerlo (POL)       | 37e          |
| 183          | Marine Allione (FRA)     | 76e          |
| 184          | Noémie Abgrall (FRA)     | AB           |
| 185          | Florence Normand (CAN)   | AB           |
| 186          | Floraine Bernard (FRA)   | AB           |

| VolkerWessels VWT | VolkerWessels VWT           | VolkerWessels VWT |
| ----------------- | --------------------------- | ----------------- |
| Num               | Coureuse                    | Pos               |
| 191               | Margot Vanpachtenbeke (BEL) | 41e               |
| 193               | Quinty Schoens (NED)        | 60e               |
| 194               | Laura Molenaar (NED)        | 75e               |
| 195               | Marieke Meert (BEL)         | 55e               |
| 196               | Julia van Bokhoven (NED)    | 88e               |

| DAS-Hutchinson-Brother UK DAS | DAS-Hutchinson-Brother UK DAS | DAS-Hutchinson-Brother UK DAS |
| ----------------------------- | ----------------------------- | ----------------------------- |
| Num                           | Coureuse                      | Pos                           |
| 201                           | Caoimhe O'Brien (IRL)         | 84e                           |
| 202                           | Francesca Hall (GBR)          | 86e                           |
| 203                           | Lucy Lee (GBR)                | 42e                           |
| 205                           | Sannah Zaman (GBR)            | AB                            |

| SD Worx-Protime SDW | SD Worx-Protime SDW            | SD Worx-Protime SDW |
| ------------------- | ------------------------------ | ------------------- |
| Num                 | Coureuse                       | Pos                 |
| 1                   | Mischa Bredewold (NED) (route) | 1re                 |
| 2                   | Femke Gerritse (NED)           | 28e                 |
| 4                   | Elena Cecchini (ITA)           | 65e                 |
| 5                   | Femke Markus (NED)             | 59e                 |
| 6                   | Lonneke Uneken (NED)           | 87e                 |

| Ceratizit-WNT Pro Cycling WNT | Ceratizit-WNT Pro Cycling WNT | Ceratizit-WNT Pro Cycling WNT |
| ----------------------------- | ----------------------------- | ----------------------------- |
| Num                           | Coureuse                      | Pos                           |
| 11                            | Cédrine Kerbaol (FRA)         | 9e                            |
| 12                            | Marta Jaskulska (POL)         | 43e                           |
| 13                            | Nina Berton (LUX)             | 38e                           |
| 14                            | Laura Asencio (FRA)           | AB                            |
| 15                            | Franziska Brauße (GER)        | AB                            |
| 16                            | Lea Lin Teutenberg (GER)      | 48e                           |

| UAE Team ADQ UAD | UAE Team ADQ UAD                  | UAE Team ADQ UAD |
| ---------------- | --------------------------------- | ---------------- |
| Num              | Coureuse                          | Pos              |
| 21               | Karlijn Swinkels (NED)            | 5e               |
| 22               | Dominika Włodarczyk (POL) (route) | 13e              |
| 23               | Sofia Bertizzolo (ITA)            | AB               |
| 24               | Eleonora Gasparrini (ITA)         | 6e               |
| 25               | Eugenia Bujak (SLO)               | 18e              |
| 26               | Elizabeth Holden (GBR)            | 25e              |

| Liv AlUla Jayco LAJ | Liv AlUla Jayco LAJ               | Liv AlUla Jayco LAJ |
| ------------------- | --------------------------------- | ------------------- |
| Num                 | Coureuse                          | Pos                 |
| 31                  | Ruby Roseman-Gannon (AUS) (route) | 40e                 |
| 32                  | Ingvild Gåskjenn (NOR)            | 58e                 |
| 33                  | Urška Žigart (SLO) (route)        | 29e                 |
| 34                  | Silke Smulders (NED)              | 16e                 |
| 36                  | Quinty Ton (NED)                  | 35e                 |

| Team dsm-firmenich PostNL DFP | Team dsm-firmenich PostNL DFP | Team dsm-firmenich PostNL DFP |
| ----------------------------- | ----------------------------- | ----------------------------- |
| Num                           | Coureuse                      | Pos                           |
| 41                            | Charlotte Kool (NED)          | 15e                           |
| 44                            | Franziska Koch (GER) (route)  | 33e                           |
| 45                            | Megan Jastrab (USA)           | 32e                           |
| 46                            | Maeve Plouffe (AUS)           | AB                            |

| Fenix-Deceuninck FED | Fenix-Deceuninck FED   | Fenix-Deceuninck FED |
| -------------------- | ---------------------- | -------------------- |
| Num                  | Coureuse               | Pos                  |
| 51                   | Carina Schrempf (AUT)  | 12e                  |
| 52                   | Julie De Wilde (BEL)   | 57e                  |
| 53                   | Aniek van Alphen (NED) | 56e                  |
| 54                   | Sophie Wright (GBR)    | 54e                  |
| 55                   | Annemarie Worst (NED)  | 26e                  |

| Canyon-SRAM Racing CSR | Canyon-SRAM Racing CSR         | Canyon-SRAM Racing CSR |
| ---------------------- | ------------------------------ | ---------------------- |
| Num                    | Coureuse                       | Pos                    |
| 61                     | Soraya Paladin (ITA)           | 14e                    |
| 62                     | Chloé Dygert (USA)             | 2e                     |
| 63                     | Agnieszka Skalniak-Sójka (POL) | 36e                    |
| 64                     | Alice Towers (GBR)             | 24e                    |
| 66                     | Alex Morrice (GBR)             | AB                     |

| AG Insurance-Soudal Team AGS | AG Insurance-Soudal Team AGS | AG Insurance-Soudal Team AGS |
| ---------------------------- | ---------------------------- | ---------------------------- |
| Num                          | Coureuse                     | Pos                          |
| 71                           | Sarah Gigante (AUS)          | 30e                          |
| 73                           | Maud Rijnbeek (NED)          | 46e                          |
| 74                           | Julie Van de Velde (BEL)     | 68e                          |
| 75                           | Maaike Boogaard (NED)        | 79e                          |
| 76                           | Julia Borgström (SWE)        | 89e                          |

| Human Powered Health HPH | Human Powered Health HPH  | Human Powered Health HPH |
| ------------------------ | ------------------------- | ------------------------ |
| Num                      | Coureuse                  | Pos                      |
| 81                       | Julia Biryukova (UKR)     | 85e                      |
| 82                       | Audrey Cordon-Ragot (FRA) | 50e                      |
| 83                       | Linda Zanetti (SUI)       | 61e                      |
| 84                       | Lily Williams (USA)       | 52e                      |
| 85                       | Henrietta Christie (NZL)  | 80e                      |
| 86                       | Katia Ragusa (ITA)        | 70e                      |

| Lidl-Trek LTK | Lidl-Trek LTK                      | Lidl-Trek LTK |
| ------------- | ---------------------------------- | ------------- |
| Num           | Coureuse                           | Pos           |
| 91            | Elisa Longo Borghini (ITA) (route) | 51e           |
| 92            | Elisa Balsamo (ITA)                | 4e            |
| 93            | Shirin van Anrooij (NED)           | 31e           |
| 94            | Lizzie Deignan (GBR)               | 83e           |
| 95            | Lauretta Hanson (AUS)              | 82e           |
| 96            | Elynor Bäckstedt (GBR)             | AB            |

| FDJ-Suez FST | FDJ-Suez FST          | FDJ-Suez FST |
| ------------ | --------------------- | ------------ |
| Num          | Coureuse              | Pos          |
| 101          | Amber Kraak (NED)     | 11e          |
| 102          | Jade Wiel (FRA)       | 34e          |
| 103          | Alessia Vigilia (ITA) | 45e          |
| 104          | Gladys Verhulst (FRA) | 66e          |
| 105          | Nina Buysman (NED)    | 62e          |
| 106          | Eugénie Duval (FRA)   | AB           |

| EF-Oatly-Cannondale EFC | EF-Oatly-Cannondale EFC  | EF-Oatly-Cannondale EFC |
| ----------------------- | ------------------------ | ----------------------- |
| Num                     | Coureuse                 | Pos                     |
| 112                     | Letizia Borghesi (ITA)   | 8e                      |
| 113                     | Nina Kessler (NED)       | 44e                     |
| 114                     | Clara Koppenburg (GER)   | 64e                     |
| 115                     | Megan Armitage (IRL)     | AB                      |
| 116                     | Elizabeth Stannard (AUS) | 81e                     |

| Cofidis COF | Cofidis COF            | Cofidis COF |
| ----------- | ---------------------- | ----------- |
| Num         | Coureuse               | Pos         |
| 121         | Victoire Berteau (FRA) | 73e         |
| 122         | Hannah Ludwig (GER)    | 67e         |
| 123         | Nikola Nosková (CZE)   | 39e         |
| 124         | Martina Alzini (ITA)   | 72e         |
| 125         | Flavie Boulais (FRA)   | 74e         |
| 126         | Séverine Eraud (FRA)   | AB          |

| Uno-X Mobility UXM | Uno-X Mobility UXM              | Uno-X Mobility UXM |
| ------------------ | ------------------------------- | ------------------ |
| Num                | Coureuse                        | Pos                |
| 131                | Maria Giulia Confalonieri (ITA) | 53e                |
| 132                | Anouska Koster (NED)            | 20e                |
| 133                | Marte Berg Edseth (NOR)         | 19e                |
| 134                | Rebecca Koerner (DEN) (route)   | AB                 |
| 136                | Susanne Andersen (NOR)          | AB                 |

| Movistar Team MOV | Movistar Team MOV          | Movistar Team MOV |
| ----------------- | -------------------------- | ----------------- |
| Num               | Coureuse                   | Pos               |
| 141               | Olivia Baril (CAN) (route) | 78e               |
| 142               | Liane Lippert (GER)        | 3e                |
| 143               | Paula Patiño (COL) (route) | 49e               |
| 144               | Claire Steels (GBR)        | 17e               |
| 145               | Jelena Erić (SRB) (route)  | 22e               |

| St Michel-Mavic-Auber 93 AUB | St Michel-Mavic-Auber 93 AUB | St Michel-Mavic-Auber 93 AUB |
| ---------------------------- | ---------------------------- | ---------------------------- |
| Num                          | Coureuse                     | Pos                          |
| 151                          | Victorie Guilman (FRA)       | AB                           |
| 152                          | Camille Fahy (FRA)           | 77e                          |
| 153                          | Célia Le Mouël (FRA)         | AB                           |
| 154                          | Elyne Roussel (FRA)          | 71e                          |

| Arkéa-B&B Hotels Women ARK | Arkéa-B&B Hotels Women ARK    | Arkéa-B&B Hotels Women ARK |
| -------------------------- | ----------------------------- | -------------------------- |
| Num                        | Coureuse                      | Pos                        |
| 161                        | Maëva Squiban (FRA)           | 27e                        |
| 162                        | Lotte Claes (BEL)             | 21e                        |
| 163                        | Marie-Morgane Le Deunff (FRA) | AB                         |
| 164                        | Maurène Trégouët (FRA)        | AB                         |
| 165                        | Maaike Coljé (NED)            | 63e                        |
| 166                        | Anaïs Morichon (FRA)          | AB                         |

| Laboral Kutxa-Fundación Euskadi LKF | Laboral Kutxa-Fundación Euskadi LKF | Laboral Kutxa-Fundación Euskadi LKF |
| ----------------------------------- | ----------------------------------- | ----------------------------------- |
| Num                                 | Coureuse                            | Pos                                 |
| 171                                 | Catalina Soto (CHI)                 | NP                                  |
| 172                                 | Yurani Blanco (ESP)                 | 7e                                  |
| 173                                 | Nadia Quagliotto (ITA)              | 10e                                 |
| 174                                 | Eri Yonamine (JPN) (route)          | 47e                                 |
| 175                                 | Alba Teruel (ESP)                   | AB                                  |
| 176                                 | Lourdes Oyarbide (ESP)              | 69e                                 |

| Winspace WIN | Winspace WIN             | Winspace WIN |
| ------------ | ------------------------ | ------------ |
| Num          | Coureuse                 | Pos          |
| 181          | Karolina Perekitko (POL) | 23e          |
| 182          | Aurela Nerlo (POL)       | 37e          |
| 183          | Marine Allione (FRA)     | 76e          |
| 184          | Noémie Abgrall (FRA)     | AB           |
| 185          | Florence Normand (CAN)   | AB           |
| 186          | Floraine Bernard (FRA)   | AB           |

| VolkerWessels VWT | VolkerWessels VWT           | VolkerWessels VWT |
| ----------------- | --------------------------- | ----------------- |
| Num               | Coureuse                    | Pos               |
| 191               | Margot Vanpachtenbeke (BEL) | 41e               |
| 193               | Quinty Schoens (NED)        | 60e               |
| 194               | Laura Molenaar (NED)        | 75e               |
| 195               | Marieke Meert (BEL)         | 55e               |
| 196               | Julia van Bokhoven (NED)    | 88e               |

| DAS-Hutchinson-Brother UK DAS | DAS-Hutchinson-Brother UK DAS | DAS-Hutchinson-Brother UK DAS |
| ----------------------------- | ----------------------------- | ----------------------------- |
| Num                           | Coureuse                      | Pos                           |
| 201                           | Caoimhe O'Brien (IRL)         | 84e                           |
| 202                           | Francesca Hall (GBR)          | 86e                           |
| 203                           | Lucy Lee (GBR)                | 42e                           |
| 205                           | Sannah Zaman (GBR)            | AB                            |